# Cyathea liebmannii
Cyathea liebmannii är en ormbunkeart som beskrevs av Karel Domin. Cyathea liebmannii ingår i släktet Cyathea och familjen Cyatheaceae. Inga underarter finns listade.